# Park MGM
Das Hotel Park MGM in Paradise im US-Bundesstaat Nevada liegt am Las Vegas Boulevard, dem sogenannten „Strip“. Es wurde am 21. Juni 1996 um 12.01 Uhr als Monte Carlo Resort eröffnet. Einen Tag zuvor gab es ein „Soft-Opening“ für speziell eingeladene „VIPs“.
Es liegt nördlich des New York New York. Direkt neben dem nördlichen Eingang liegt ein „CVS Pharmacy“. Schräg gegenüber in südlicher Richtung liegt das MGM Grand Hotel, unmittelbar gegenüber ein Coca-Cola-Devotionalenhandel über zwei Etagen, ein M&M-Devotionalienhandel, GameWorld und Showcase.
Das Hotel erstreckt sich hauptsächlich in der Ost-West-Achse, es steht damit quasi senkrecht zum Strip. Wie üblich, erreicht man vom Strip aus zunächst ein Casino. Am westlichen Ende des Casinos sind die Hotelrezeption sowie ein Food-Court. Das Hotel verfügt über zahlreiche Restaurants unterschiedlicher Güte und Preisklasse. Im Theater trat 14 Jahre lang bis zum September 2010 der Zauberer Lance Burton auf.
Das Hotel gehört MGM Resorts International, der auch das MGM Grand, Bellagio, The Mirage, New York-New York, CityCenter und noch einige andere Häuser gehören.
Das Gebäude selbst ist 32 Stockwerke hoch und hat drei Flügel. Der mittlere steht senkrecht auf den Strip und geht nach hinten hinaus. Die beiden Seitenflügel stehen jeweils in Bezug auf den mittleren Flügel in einem (geschätzten) 110-Grad-Winkel. Das Hotel verfügt über insgesamt rund 2700 Zimmer. In den obersten vier Stockwerken des Gebäudes ist weiteres Hotel untergebracht: Das NoMad mit 293 Zimmern spricht exklusiveres Publikum an.
Am 25. Januar 2008 wurde das Gebäude durch einen Großbrand schwer beschädigt.

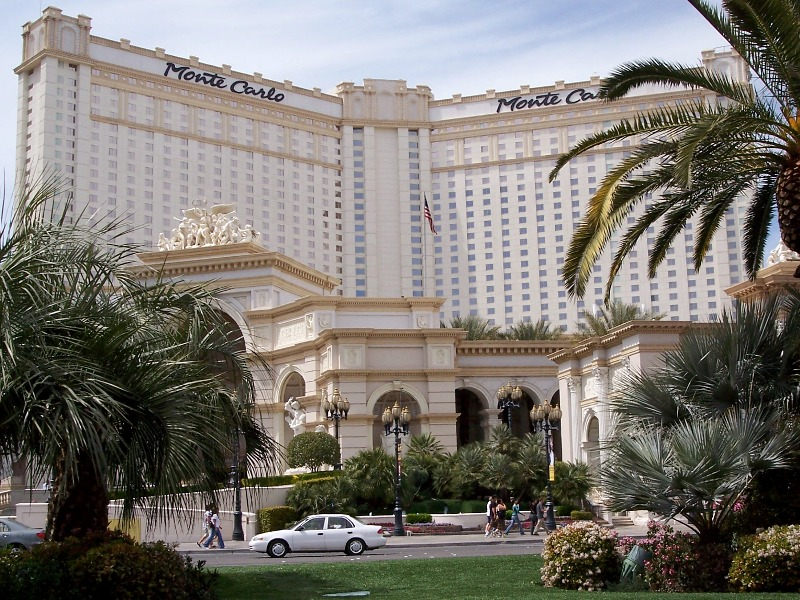
Früher als Monte Carlo Resort

Von 2016 bis 2018 wurde das Resort renoviert und trägt nun den Namen Park MGM. Der Name Monte Carlo Resort wurde überall entfernt. Die Anspielungen des Hotels auf Monte Carlo war schon früher einzig an der Fassade auszumachen. Im Innenbereich waren keine herausragenden Designmerkmale festzustellen.